# Der Jungen Knaben Spiegel

Der Jungen Knaben Spiegel (sous-titré Ein schön Kurzwyligs Büchlein, Von zweyen Jungen Knaben, Einer eines Ritters, Der ander eines bauwren Son, « Un beau et court petit livre, sur deux jeunes garçons : l'un chevalier, l'autre fils de paysan ») est un roman de Jörg Wickram, publié en 1554 en langue alsacienne.

## Résumé
Le chevalier Gottlieb adopte le jeune paysan Fridbert et conjointement avec son propre fils Willibald, les confie aux soins du jeune précepteur Felix. Willibald, est vite surpassé par Fridbert, et s'adonne à la mauvaise compagnie de Lottarius, le fils du boucher, qui finit sur la Potence. Willibald, quant à lui, devient mendiant.
Fridbert en revanche, est devenu clerc et Felix un célèbre médecin. la roue de la Fortune tourne ; plus Willibald descend, plus Fridbert progresse comme honnête bourgeois. Un jour, tous trois se rencontrent à nouveau: Fridbert et Felix engagent Willibald, devenu musicien errant, à leur service. Une fois que le fils prodigue a obtenu le pardon de son père, il renoue avec la vertu, et obtient de lui une charge de juge respecté.

## Commentaire
La confrontation est forte entre le couple formé par l'habile Félix et le respectable Fridbert et la paire négative Willibald / Lottarius. Wickram se réjouit du succès du jeune bourgeois méritant, par rapport aux déboires du chevalier. Wickram tente même une Interprétation psychologique de la déchéance du jeune chevalier qui serait causé par l'amour sans réserve de sa mère, qui aurait affaibli son caractère.
La popularité de ce type de sujet moralisant a donné lieu par la suite à bon nombre de reprises.

## Éditions
- Strasbourg, 1554
- Cologne, 1591
- Tübingen, 1901 (Gh. J. Bolte et W. Scheel)
- Strasbourg, 1917 (G. fauth)